# Kanzel (Donaualtheim)

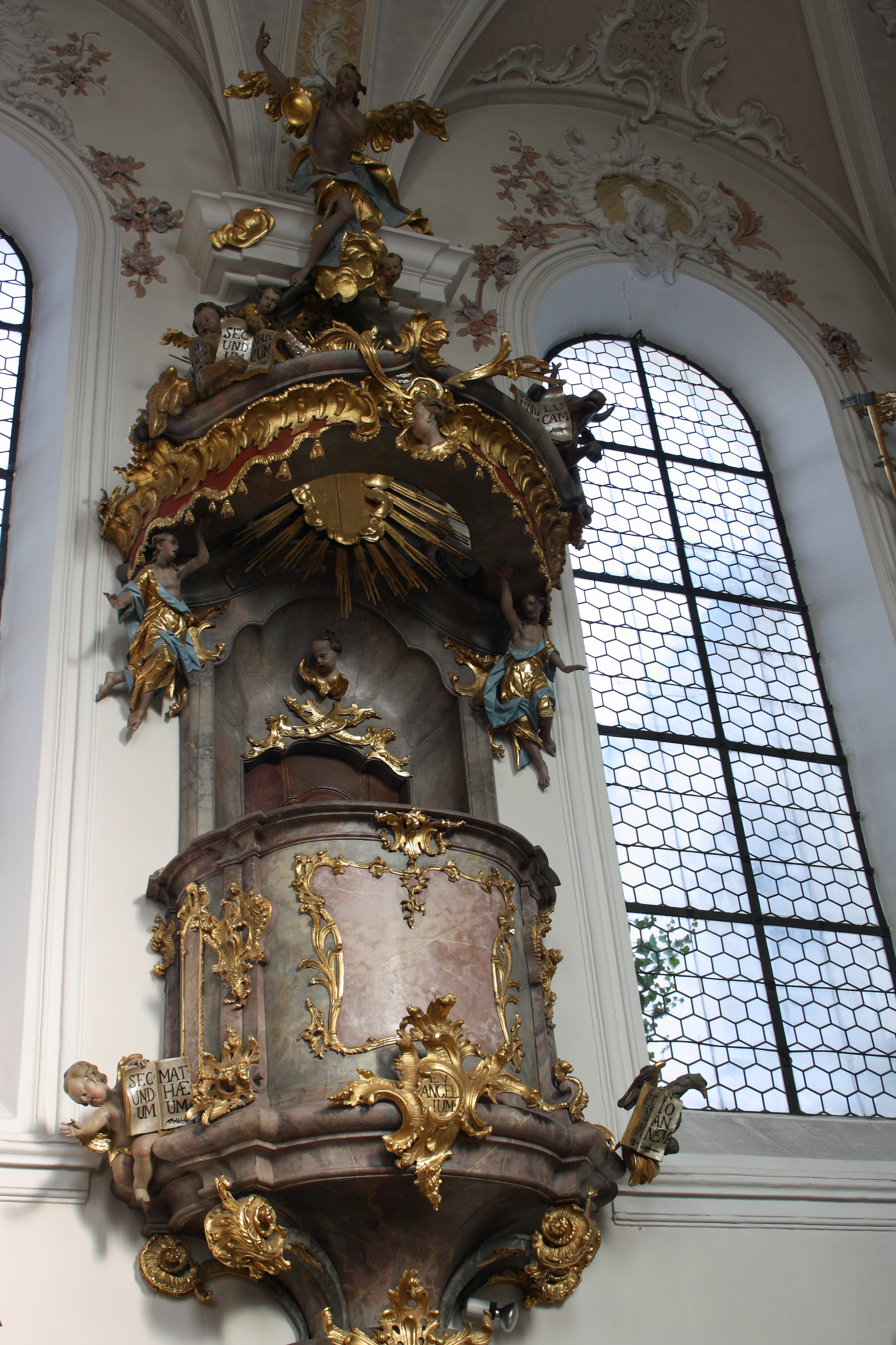
Kanzel in Donaualtheim

Die Kanzel in der katholischen Pfarrkirche St. Vitus in Donaualtheim, einem Stadtteil von Dillingen an der Donau im Landkreis Dillingen an der Donau im bayerischen Regierungsbezirk Schwaben, wurde 1751/53 geschaffen. Die Kanzel ist ein Teil der als Baudenkmal geschützten Kirchenausstattung.
Die hölzerne Kanzel im Stil des Rokoko wurde von dem Dillinger Schreinermeister Joseph Hartmuth nach Entwürfen von Dominikus Bergmüller geschaffen. Die drei großen Engel sind Werke von Johann Michael Fischer, die Putten und Evangelistensymbole stammen von Franz Karl Schwertle.
Der halbrunde Kanzelkorb mit Muschelwerkrahmen schließt unten mit einem volutenbesetzten Kelchfuß ab. 
Der durchbrochene Schalldeckel wird von zwei Engeln getragen, er ist profiliert mit Muschelwerkband in der Kehle und Lambrequins. Als Bekrönung dient ein Volutenaufsatz mit Strahlenkranz, davor schwebend die Heiliggeisttaube umgeben von Engelsputten. An der Spitze auf einem Gesimsstück der Wandgliederung sitzt ein Engel. Am Kanzelfuß und -deckel sind die vier Evangelistensymbole angebracht.
Die Rückwand mit Tür ist in eine Muschelnische integriert.